# Passage des Princes
El passage des Princes es una galería comercial cubierta en el  segundo distrito de París, va desde el n.º 5  del bulevar de los Italianos hasta el nº97 de la rue de Richelieu. 

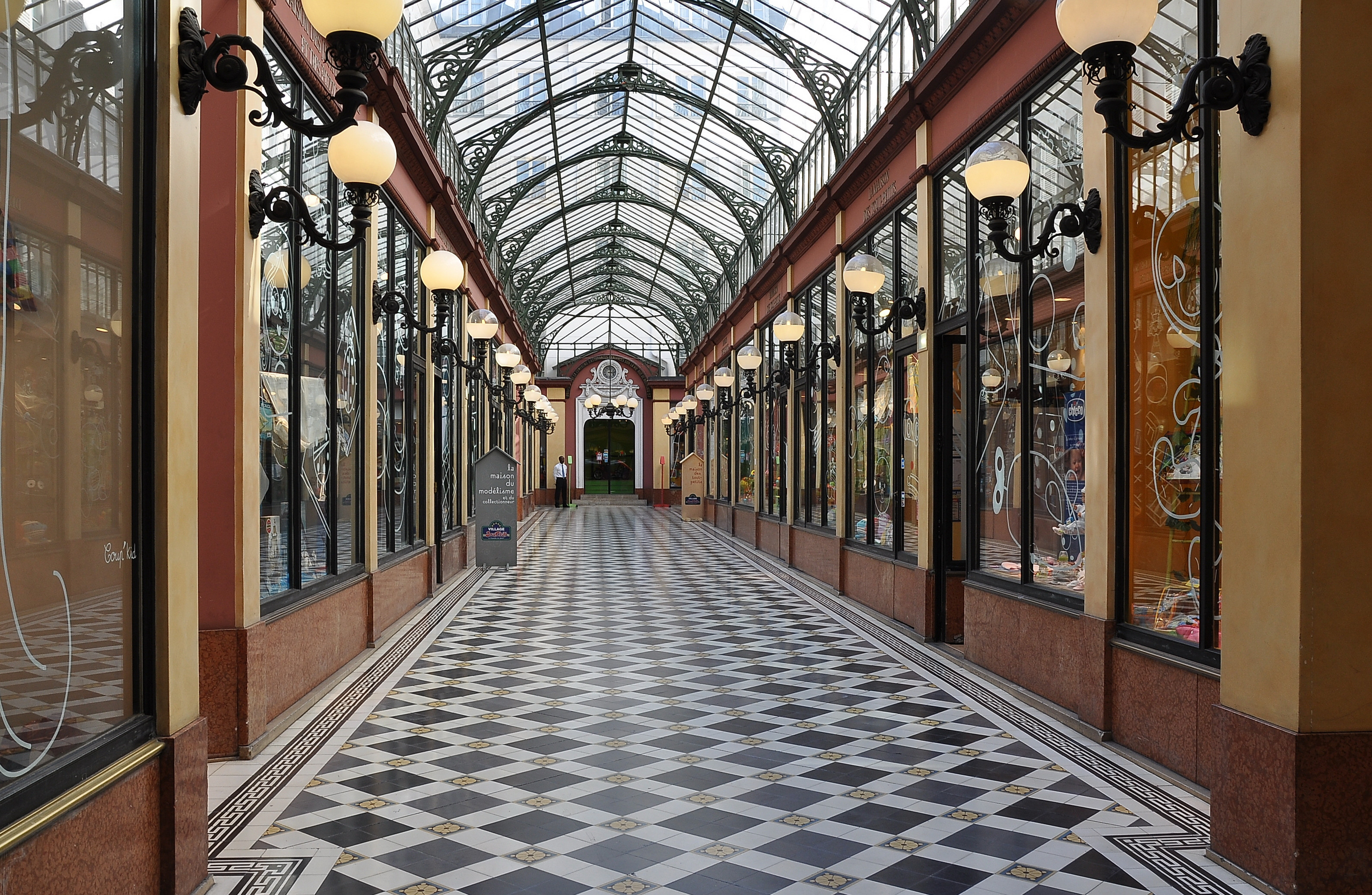
Passage des Princes.

Es la última galería comercial cubierta de la época del barón Haussmann. Fue inaugurada con el nombre de Passage Mirès